# Myrmarachne sp-australia
Myrmarachne sp-australia är en spindelart som beskrevs av Davies Todd, Zabka 1989. Myrmarachne sp-australia ingår i släktet Myrmarachne och familjen hoppspindlar. Inga underarter finns listade i Catalogue of Life.